# إيرل بالمر
 كان إيرل سيريل بالمر (19 سبتمبر 2008 25 أكتوبر 1924)موسيقار أمريكي للروك أند رول والإيقاع والبلوز والطبال. وهو عضو في قاعة مشاهير الروك آند رول.
لعب بالمر في العديد من التسجيلات, بما في ذلك ألبومات ليتل ريتشارد الأولى والعديد من سجلات الروك آند رول المشهورة.

## روابط خارجية
- إيرل بالمر على موقع IMDb (الإنجليزية)
- إيرل بالمر على موقع ميوزك برينز (الإنجليزية)
- إيرل بالمر على موقع أول ميوزيك (الإنجليزية)
- إيرل بالمر على موقع ديسكوغز (الإنجليزية)